# 天主教帕西格教区
天主教帕西格教區 （拉丁語：Dioecesis Pasigina）是菲律賓一個羅馬天主教教區，屬馬尼拉總教區。轄區包括帕西格市、達義市和帕特羅斯市。
2006年有教友960,407人、29個堂區、29名司鐸。其座堂是聖母無原罪座堂。
2003年6月28日升為教區。2011年4月20日米洛‧韋爾加拉就任教區主教。